# Біг-Пайні
Біг-Пайні (англ. Big Piney) — місто (англ. town) в США, в окрузі Саблетт штату Вайомінг. Населення — 395 осіб (2020).

## Географія
Біг-Пайні розташований за координатами 42°32′20″ пн. ш. 110°6′54″ зх. д. / 42.53889° пн. ш. 110.11500° зх. д. (42.538972, -110.114937).  За даними Бюро перепису населення США в 2010 році місто мало площу 1,16 км², уся площа — суходіл. В 2017 році площа становила 1,32 км², уся площа — суходіл.

### Клімат
| Клімат : Біг-Пайні                 | Клімат : Біг-Пайні | Клімат : Біг-Пайні | Клімат : Біг-Пайні | Клімат : Біг-Пайні | Клімат : Біг-Пайні | Клімат : Біг-Пайні | Клімат : Біг-Пайні | Клімат : Біг-Пайні | Клімат : Біг-Пайні | Клімат : Біг-Пайні | Клімат : Біг-Пайні | Клімат : Біг-Пайні | Клімат : Біг-Пайні |
| Показник                           | Січ.               | Лют.               | Бер.               | Квіт.              | Трав.              | Черв.              | Лип.               | Серп.              | Вер.               | Жовт.              | Лист.              | Груд.              | Рік                |
| Абсолютний максимум, °C            | 8,9                | 12,2               | 17,8               | 23,9               | 28,9               | 32,8               | 35,6               | 33,9               | 31,7               | 26,1               | 19,4               | 12,8               | 35,6               |
| Середній максимум, °C              | −3,8               | −1,2               | 4,5                | 11,0               | 16,6               | 22,3               | 26,4               | 25,8               | 20,2               | 13,8               | 3,5                | −2,4               | 11,5               |
| Середній мінімум, °C               | −20,5              | −18,1              | −11,2              | −6,1               | −1,1               | 3,2                | 5,2                | 3,2                | −1,9               | −6,9               | −13,4              | −19,2              | −7,2               |
| Абсолютний мінімум, °C             | −45                | −42,2              | −35,6              | −23,3              | −14,4              | −7,2               | −5                 | −8,9               | −26,1              | −26,1              | −36,7              | −45,6              | −45,6              |
| Норма опадів, мм                   | 11                 | 9                  | 15                 | 13                 | 26                 | 18                 | 22                 | 20                 | 21                 | 15                 | 9                  | 8                  | 187                |
| Днів з опадами                     | 4,8                | 5,8                | 5,4                | 5,8                | 8,0                | 5,0                | 6,3                | 5,7                | 4,8                | 4,6                | 4,3                | 5,4                | 65,9               |
| ---------------------------------- | ------------------ | ------------------ | ------------------ | ------------------ | ------------------ | ------------------ | ------------------ | ------------------ | ------------------ | ------------------ | ------------------ | ------------------ | ------------------ |
| Джерело: NOAA (normals, 1971–2000) |                    |                    |                    |                    |                    |                    |                    |                    |                    |                    |                    |                    |                    |

## Демографія
Згідно з переписом 2010 року, у місті мешкали 552 особи в 228 домогосподарствах у складі 131 родини. Густота населення становила 476 осіб/км².  Було 282 помешкання (243/км²).
Расовий склад населення:
| - 92,8 % — білих - 1,4 % — корінних американців - 0,9 % — чорних або афроамериканців - 0,4 % — азіатів - 4,0 % — осіб інших рас |

До двох чи більше рас належало 0,5 %. Частка іспаномовних становила 6,7 % від усіх жителів.
За віковим діапазоном населення розподілялося таким чином: 24,8 % — особи молодші 18 років, 62,7 % — особи у віці 18—64 років, 12,5 % — особи у віці 65 років та старші. Медіана віку мешканця становила 35,8 року. На 100 осіб жіночої статі у місті припадало 121,7 чоловіків;  на 100 жінок у віці від 18 років та старших — 108,5 чоловіків також старших 18 років.
Середній дохід на одне домашнє господарство  становив 74 039 доларів США (медіана — 49 946), а середній дохід на одну сім'ю — 81 240 доларів (медіана — 73 250). За межею бідності перебувало 3,3 % осіб, у тому числі 0,0 % дітей у віці до 18 років та 4,7 % осіб у віці 65 років та старших.
Цивільне працевлаштоване населення становило 236 осіб. Основні галузі зайнятості: освіта, охорона здоров'я та соціальна допомога — 20,3 %, сільське господарство, лісництво, риболовля — 19,5 %, транспорт — 17,8 %.
За даними перепису 2000 року,
на території муніципалітету мешкало 408 людей, було 161 садиб та 113 сімей.
Густота населення становила 403,9 осіб/км². Було 192 житлових будинків.
З 161 садиб у 34,2% проживали діти до 18 років, подружніх пар, що мешкали разом, було 62,7 %,
садиб, у яких господиня не мала чоловіка — 5,0 %, садиб без сім'ї — 29,8 %.
Власники 27,3 % садиб мали вік, що перевищував 65 років, а в 6,8 % садиб принаймні одна людина була старшою за 65 років.
Кількість людей у середньому на садибу становила 2,53, а в середньому на родину 3,12.
Середній річний дохід на садибу становив 36 346 доларів США, а на родину — 50 833 доларів США.
Чоловіки мали дохід 41 964 доларів, жінки — 18 750 доларів.
Дохід на душу населення був 17 647 доларів.
Приблизно 10,2 % родин та 11,5 % населення жили за межею бідності.
Серед них осіб до 18 років було 15,8 %, і понад 65 років — 3,1 %.
Середній вік населення становив 37 років.